# وادي إهرير
وادي إهرير من أشهر الأودية والمناطق الإيكولوجية والسياحية   في الصحراء الجزائرية حيث يقع بجانت والذي يعد ضمن قائمة رامسارو الذي صنف بها عام 02 فيفري 2002م

## وصف

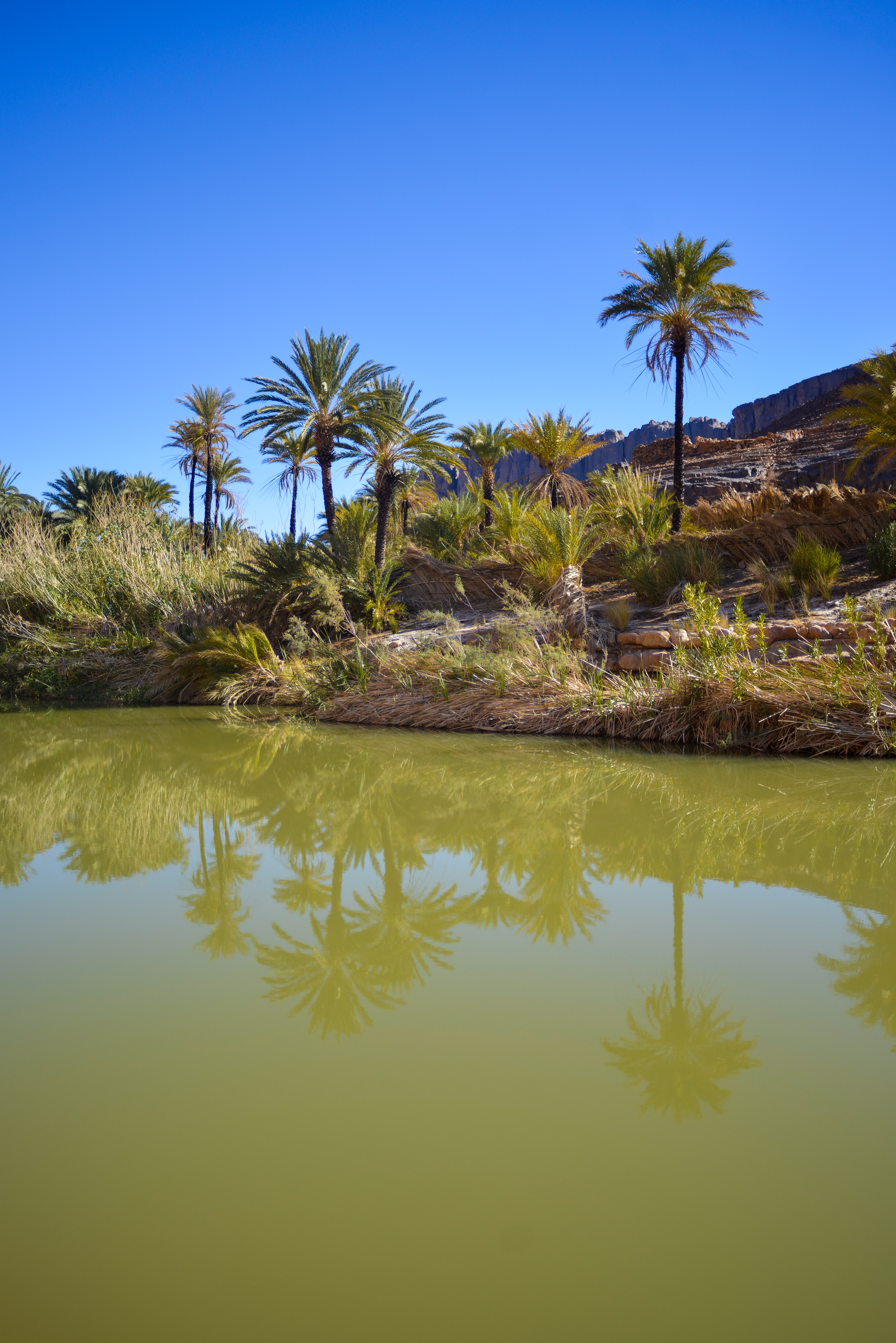
واحة اهرير

تم توسيع موقع رامسار في منطقة طاسيلي نجير في جنوب شرق الجزائر من 6500 هكتار إلى ما يقرب من 58000 هكتار في عام 2018.
يعد وادي إيهرير من الأودية المرتفعة حي يرتفع (بين 1100 و 1400 متر فوق مستوى سطح البحر) في وسط الحجر الجيري تتميز الهضبة الصحراوية بتدفقها المتقطع والبحيرات والمستنقعات وينابيع المياه العذبة والأنظمة الهيدرولوجية الكارستية الجوفية.
عززت الطبيعة المعزولة للموقع ظواهر تطورية ملحوظة ، خاصة بالنسبة للأنواع التي تمكنت من التكيف مع التصحر في المنطقة ، مثل السحالي والثعابين وأربعة أنواع من الأسماك، كما يعد الموقع أيضًا موطنًا لأنواع الثدييات المهددة مثل الأغنام البربرية Ammotragus lervia و Dorcas gazelle Gazella dorcas ، وكلاهما عرضة للخطر.
تنتشر مجتمعات الطوارق التي تعيش على الشرفات فوق الوادي تزرع أشجار النخيل والتين وكذلك الخضار في المناطق المظللة.
تم تزيين الأجزاء الصخرية من الجبال بفن صخري يشهد على وجود بعض السكان الأوائل في الصحراء ؛ هذه الثروة تشجع السياحة الكبيرة في عملية العثور على رياح ثانية بعد أن انخفضت بشكل كبير بين عامي 1992 و2000.

## آثار
تزخر المنطقة بالعديد من النقوش ما قبل التاريخ والتي تتراوح عمرها 9000 سنة ق. م 

## معرض صور

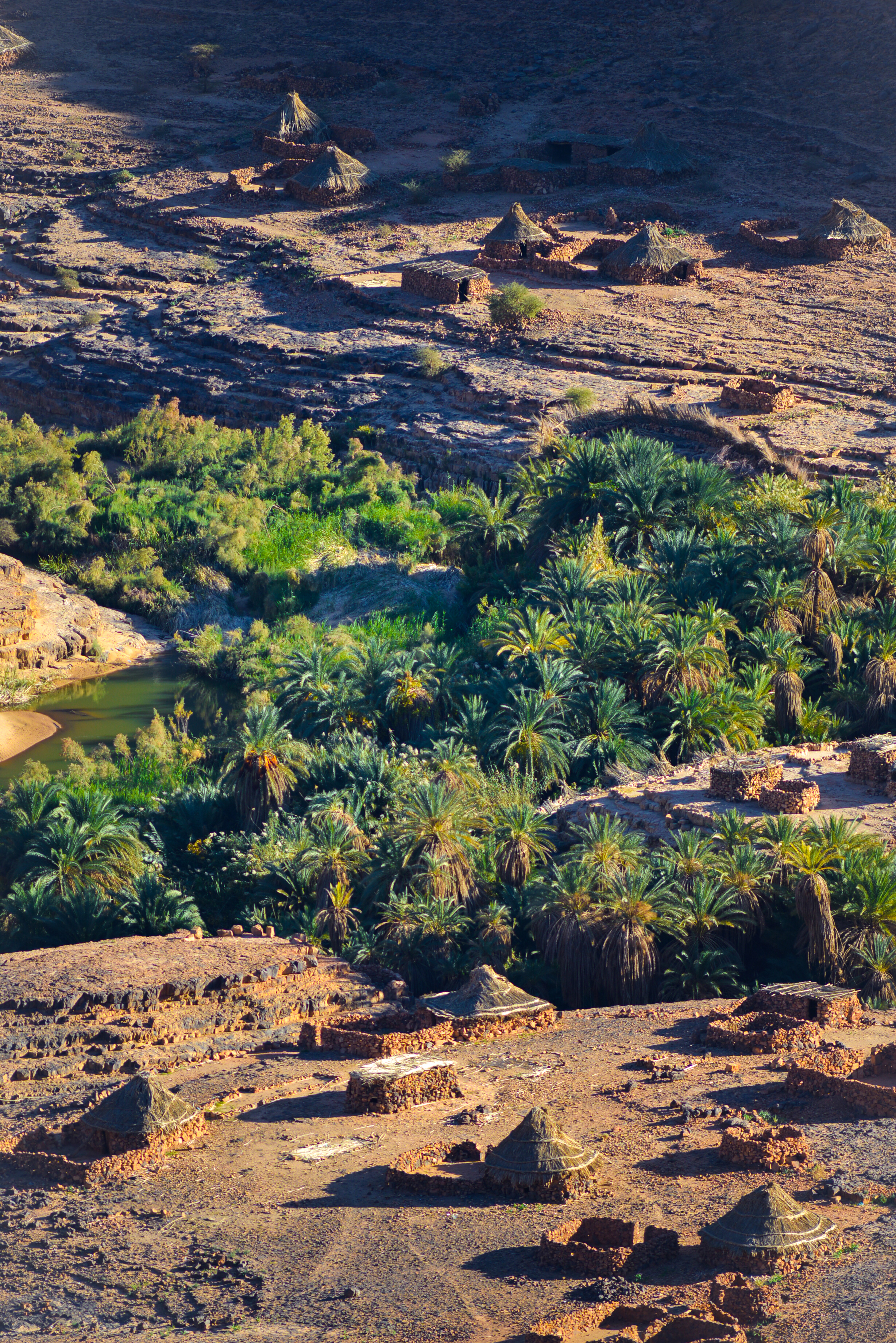
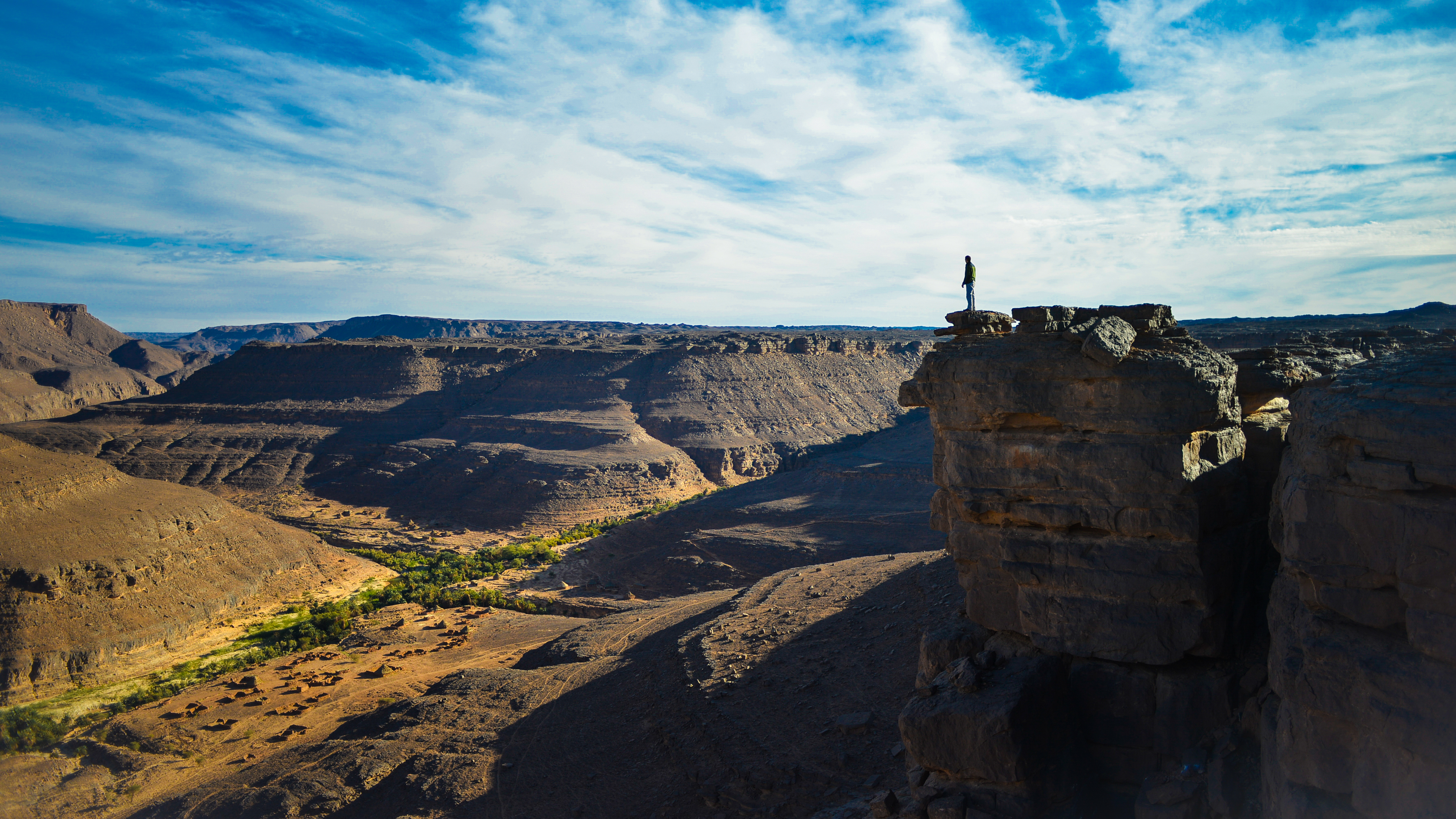
شرفات إيدارن
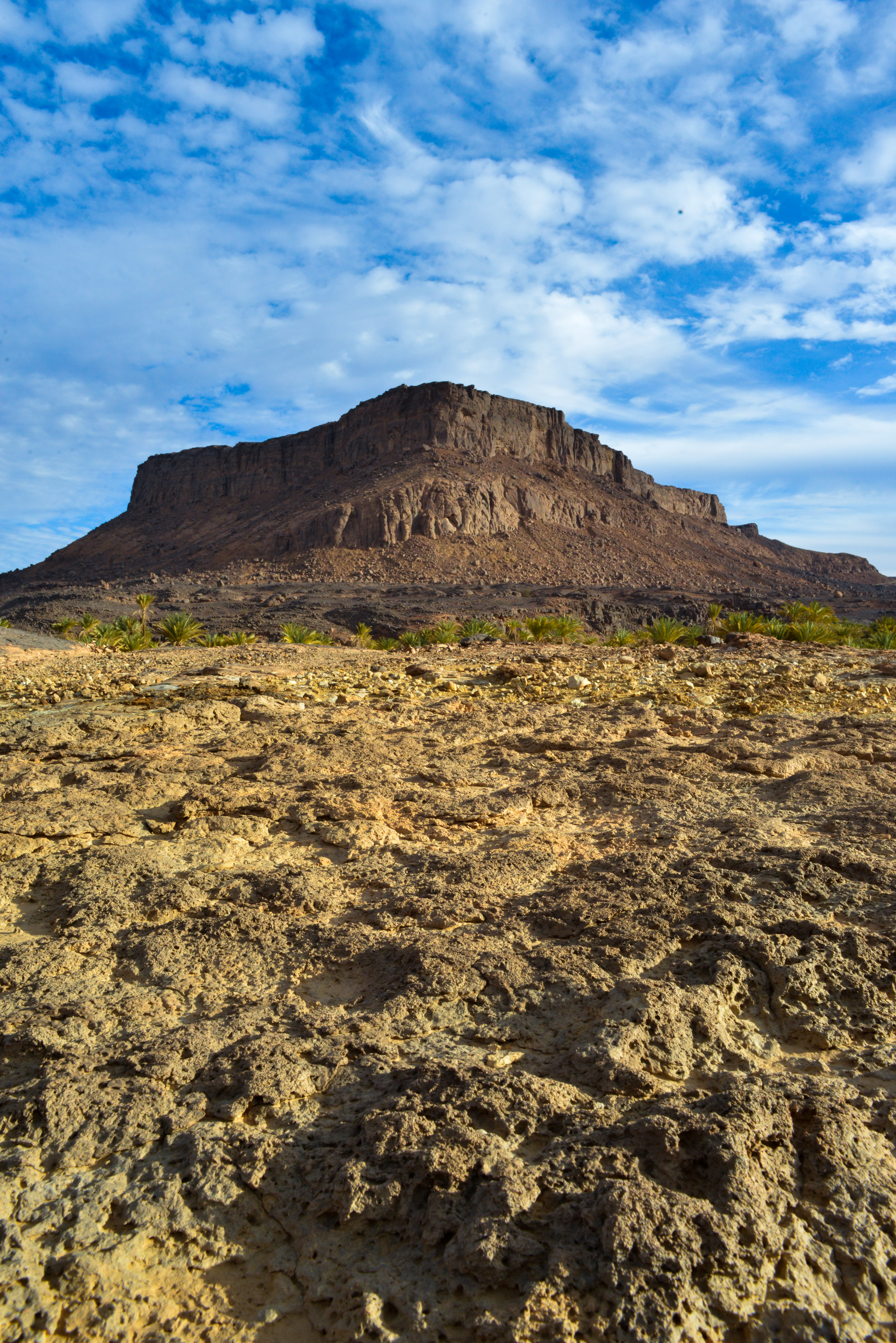
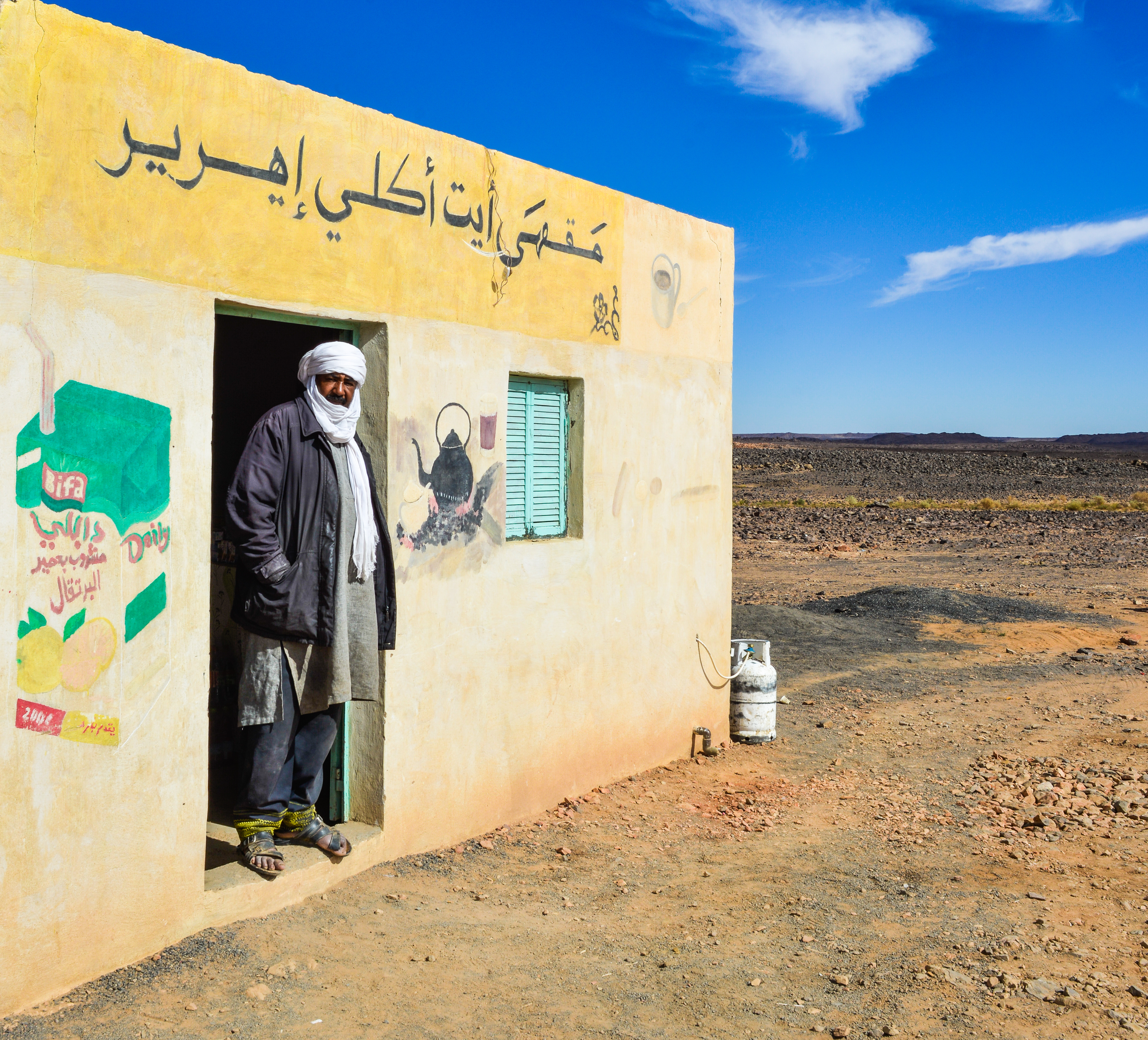
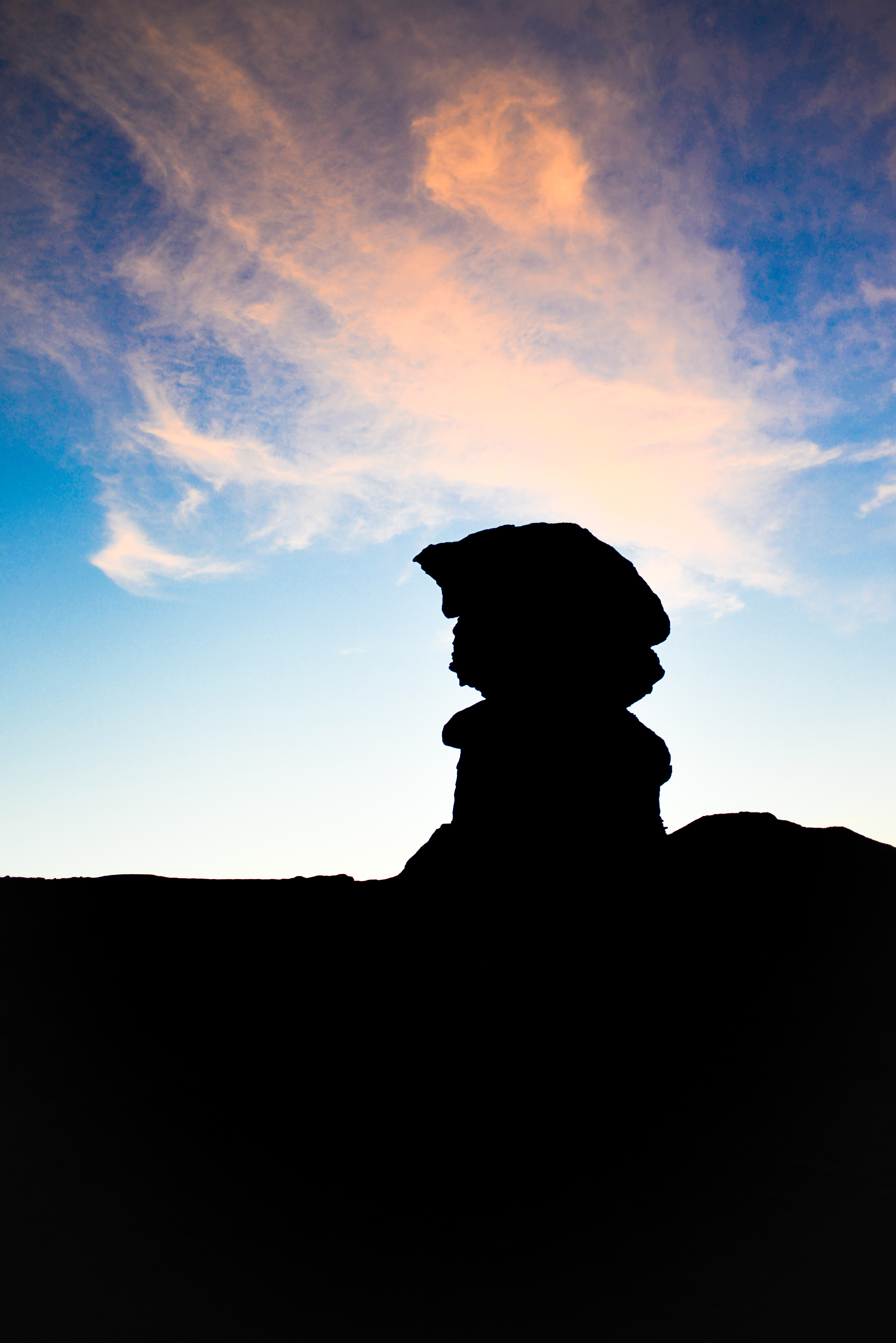

## وصلات خارجية
- واد أهرير